# Pierre-Athanase Chauvin
 (mai 2015).
Pierre-Athanase Chauvin (9 juin 1774, Paris – 7 octobre 1832, Rome) est un peintre français actif en Italie.

## Débuts de l'artiste
Élève du peintre paysagiste Pierre-Henri de Valenciennes, ils s’écartent ensemble progressivement de la prévalence de l’histoire dans leurs représentations. Les paysages classiques que compose Chauvin, soit historiques, soit réels, témoignent d’une maîtrise de la lumière et de la perspective atmosphérique semblable à celle de son maître.
Chauvin part pour l’Italie en 1802, y peignant tout d’abord une vue des cascades de Tivoli. Sa première œuvre renommée, les Bords de l’Aniene, près de Rome (1807, conservée à la bibliothèque Marmottan, dans la ville de Boulogne-Billancourt), achevée trois ans après son installation permanente à Rome, atteste un apprentissage fondé sur l’observation directe de la nature. C’est aussi le reflet de la forme pittoresque du néo-classicisme en vogue à cette époque. Car avec Jean-Joseph-Xavier Bidauld et Jean-Victor Bertin ainsi que son maître Valenciennes, Chauvin s’efforce de nier la catégorie dite de genre mineur qu’appliquent à la peinture de paysage les théories de ce même néo-classicisme. On comprend ainsi que le choix initial de paysages historiques puisse être guidé par une volonté de justification, avant d’appréhender la nature en et pour elle-même, en tant que véritable sujet du tableau et non plus comme simple cadre abritant le déroulement d’un épisode narratif.

## Reconnaissance officielle et succès
Il expose au Salon à partir de 1793 et, en 1806, obtient une pension sous la protection du prince de Talleyrand, auquel il destine, en guise de remerciement, deux tableaux par an. Le 17 janvier 1812, il épouse Albertine-Suzanne Hayard de Paris. Membre depuis le 2 décembre 1813 de l’Académie San Luca à Rome, Chauvin est encore en 1814 décoré de l’Ordre royal de la Fleur de Lys par Louis XVIII ; en 1827, il est nommé membre de l'Institut, et fait chevalier de la Légion d’honneur en 1828. Or dès 1814, ses œuvres appartiennent aux plus grandes collections de Rome et de Paris, gagnant le respect de la sphère artistique internationale. Au musée Bonnat de Bayonne se trouvent à ce titre les portraits de Chauvin et de sa femme peints par Ingres en 1814, gage de l’intérêt que les autres peintres réputés lui portaient.
D’ailleurs, le talent de Chauvin attire nombre de clients prestigieux, souvent des Français et des Russes accomplissant leur Grand Tour. Ses plus fameux succès ont lieu en 1819, au moment où il peint une vue de la Villa Médicis à Rome (perdue) pour le prince Metternich, ministre autrichien des Affaires étrangères, ainsi que l’Entrée de Charles VIII à Acquapendente, épisode de 1494, aujourd’hui au musée municipal d’Amboise, qu’il expose au Salon de Paris. Issu d'une commande effectuée deux ans auparavant par Louis XVIII pour la Galerie de Diane au château de Fontainebleau, ce tableau lui vaut la Grande médaille d’or : il donne en effet une image poétique de l’histoire nationale remontant au passé gothique, très recherché alors. Chauvin parvient dans ses œuvres à saisir et mêler les styles et les genres, attirant ainsi l’attention au Salon de 1824, où il propose l’un de ses chefs-d’œuvre, La Ruffinella (musée des Arts décoratifs de Paris).

## Analyse du style à partir d'un tableau[4]

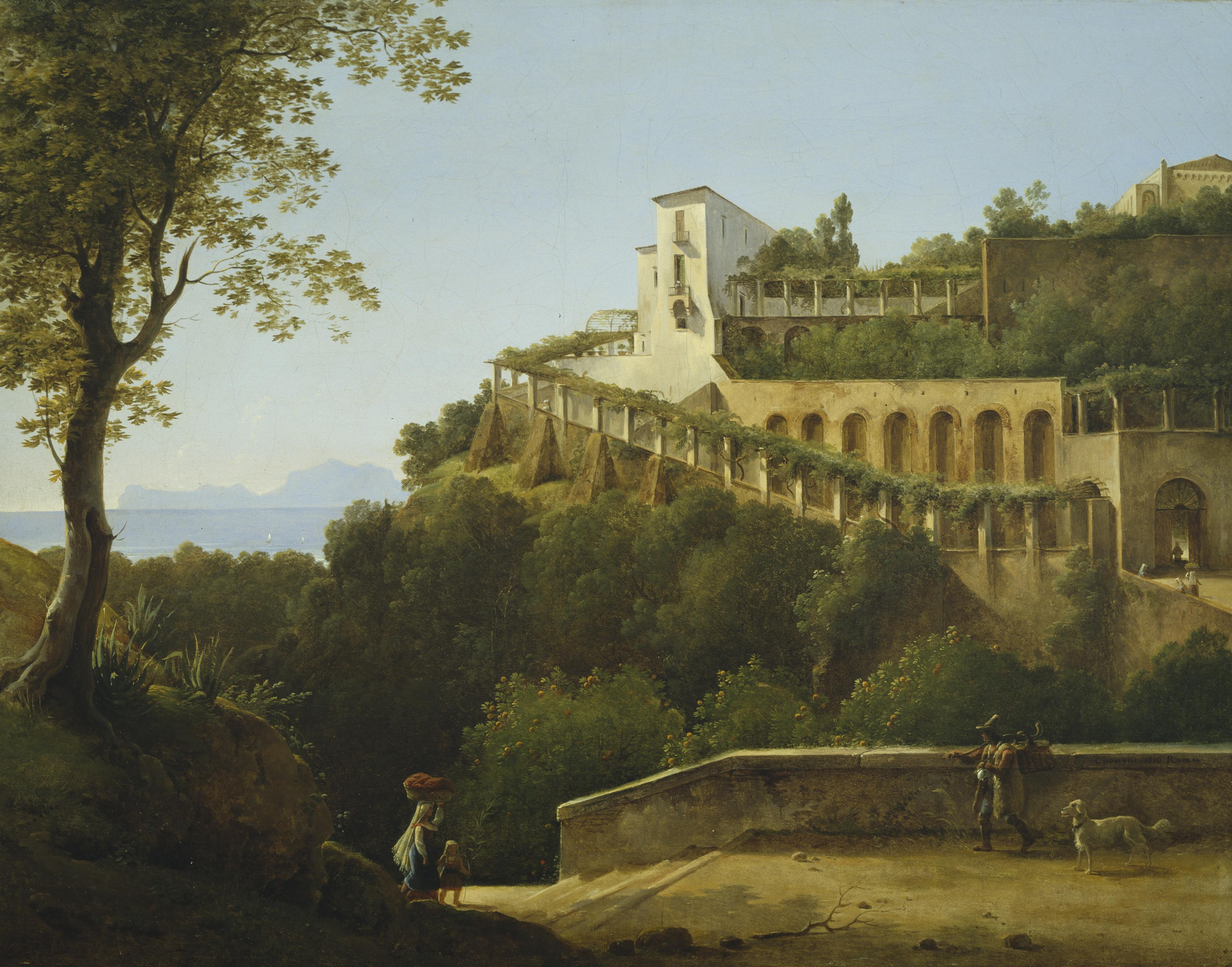
Couvent près de Naples, avec une vue de Capri (1816) Dallas Museum of Art

Le peintre affectionne tout particulièrement les paysages des environs de Rome et de Naples minutieusement travaillés, avec une palette qui se réchauffe sensiblement au fil des ans. Ses contemporains louent un dessin exact et sagace mais au doux fini, tant qu’une touche habile et fluide, caractéristiques notamment identifiables dans Couvent près de Naples, avec une vue de Capri (1816, Dallas Museum of Art).
Cette peinture révèle la virtuosité du rendu des contrastes de lumière dans l’œuvre de l’artiste : il s’agit de célébrer la beauté de la campagne italienne, et l’enthousiasme qu’elle suscite chez le promeneur, en même temps de dévoiler les nouvelles sensibilités paysagesques à l’œuvre dès cette époque. Celles-ci se traduisent par de nouvelles manières de voir et de retranscrire, par le biais d’un naturalisme exacerbé et d’une immédiate expérience, une plus grande attention portée à la lumière naturelle ainsi qu’aux manifestations atmosphériques, qui influencent plus tard la première visite de Jean-Baptiste Camille Corot à Rome en 1825 comme toute la filiation des artistes attachés à représenter ensuite les vues de plein air. Transparaît dans cet exemple de paysage champêtre l’importance de l’interaction par la réverbération de la lumière italienne avec la nature figurée et la structure architecturale traditionnelle des paysages classiques. De fait, c’est une dimension toute poétique, voire lyrique, qui émane du romantisme de la composition, inhérente à l’ensemble du tableau comme par exemple au tracé de l’arbre visible à gauche au premier plan.

## Iconographie
Le Portrait du peintre Chauvin, dessin à la mine de plomb d'Ingres, est conservé au musée du Louvre. En 1972, le peintre Herman Braun-Vega en réalise une copie.

## Sources
- Friedrich Noack, « Chauvin, Pierre-Athanase », dans Allgemeines Lexikon der bildenden Künstler von der Antike bis zur Gegenwart, t. 6 (Carlini – Cioci), Leipzig, E.A. Seemann, 1964, p. 442-3
- De David à Delacroix : La Peinture française de 1774 à 1830 (cat. exp., Paris, Grand Palais ; Detroit, Minnesota, Institute of Arts ; New York, Met ; 1974-5), p. 349–51, « Pierre-Athanase Chauvin ».
- M. M. Aubrun « Pierre-Athanase Chauvin », Paris, Bulletin de la Société d’Histoire de l’Art Français (1977), p. 191–216, cat. de peintures.
- Texte de Dr. Steven A. Nash dans le fichier d’œuvre du Dallas Museum of Art[source insuffisante].